# منزل داد
منزل داد (بالفارسية: خانه داد) هو منزل تاريخي يعود إلى عصر دولة بهلوية، ويقع في تفت.